# EAA Aviation Museum
Das EAA AirVenture Museum ist ein Luftfahrtmuseum in Oshkosh im US-Bundesstaat Wisconsin.

## Geschichte
Der Gründer der Experimental Aircraft Association, der Pilot und Flugzeugkonstrukteur Paul Poberezny hatte die Idee zur Errichtung dieses Museums. Mit Hilfe von privaten Investoren konnten 1982 die Bauarbeiten begonnen und bereits 1983 die Eröffnung gefeiert werden.

## Exponate
Das Museum umfasst über 250 Ausstellungsstücke, unter anderem eine Boeing B-17, eine North American P-51 und eine Ford 5-AT, mit der auch Rundflüge angeboten werden.